# Pyramid Head
Pyramid Head (三角頭,?, Sankaku Atama, in italiano "Testa di Piramide" o "Testa a Piramide"), conosciuto anche come Piramide Rossa, Uomo Nero, Red Pyramid Thing o Testa di Triangolo, è un mostro immaginario presente in alcuni titoli della serie di videogiochi, film, libri e fumetti survival horror Silent Hill, prodotta dalla Konami. Appare per la prima volta in Silent Hill 2, dove riveste il ruolo di antagonista principale.
Conosciuto per la sua larga testa triangolare, Pyramid Head è privo di voce e, sebbene il suo elmo non gli permetta di vedere, riesce comunque ad individuare ciò che gli si para davanti. Secondo Takayoshi Sato, la sua apparizione scaturisce dai "ricordi distorti dei carnefici" e il passato della città è come un luogo della loro esecuzione. È stato citato dai recensori per essere un antagonista iconico della saga di Silent Hill e anche parte dell'attrattività del secondo capitolo. Esecutore fortissimo e senza scrupoli, col tempo si rivela essere non solo un nemico difficile da battere ma anche un vero e proprio "personaggio", enigmatico e caratterizzato da un profondo significato simbolico ed allegorico, che fornisce spiegazioni al motivo della sua esistenza e del suo modo di agire.

## Storia
Pyramid Head è una delle creature appartenenti alla dimensione parallela di Silent Hill, l'Otherworld, e fa la sua prima apparizione in Silent Hill 2, dove perseguita il protagonista, James Sunderland. Dopo ogni incontro/scontro, questi uccide gli altri mostri, o Maria, il secondo personaggio giocabile, in modo molto sadico, e James è costretto ad osservare ripetutamente la sua morte. Ciò che rende la cosa più cruenta è che Maria assomiglia moltissimo a Mary, la sua defunta moglie. Il significato dell'agire della creatura diviene chiaro solo quando, verso la fine del gioco, James guarda una videocassetta contenente un filmato di sé stesso che uccide la moglie Mary: ogni volta che il Pyramid Head uccide Maria, James soffre e paga per il delitto da lui commesso. Alla fine Pyramid Head si suiciderà trafiggendo la sua testa con la sua lancia, simboleggiando il fatto che James ha preso conoscenza del crimine da lui commesso e che quindi il suo intervento non è più necessario.
Originariamente, Pyramid Head era stato ideato per incarnare (come tutti i mostri di Silent Hill) il crimine commesso da James, nonché il suo stesso profilo psicologico: Pyramid Head, pur apparendo calmo, attacca con estrema brutalità, e spesso abusa sessualmente degli altri mostri. Questi fattori alludono alla collera e l'ira che James cerca di celare sotto il suo atteggiamento apparentemente impassibile, e alla sua repressione sessuale, patita in gran parte dalla malattia della moglie.
Con gli episodi successivi però, la figura di Pyramid Head si disambigua, incarnando i termini generici i "peccati" di coloro che per non soffrire li hanno rimossi dalla coscienza, come nel caso di Silent Hill: Homecoming, nel quale Pyramid Head punisce Alex Shepherd, il protagonista di turno, che aveva accidentalmente ucciso il fratello, uccidendogli cruentemente il padre davanti agli occhi. Anche se il mostro non viene mai affrontato è presente in vari filmati come elemento di terrore e angoscia.
Altre figure analoghe a quelle di Pyramid Head sono presenti negli altri capitoli, come nel caso di Silent Hill 3. Molti ritengono che Pyramid Head sia identificabile con Valtiel, il demone adibito ad avvicendare, tramite l'ausilio di alcune manopole, il mondo reale con l'Otherworld. È un servo del Dio, e per questo motivo ogni volta che Heather nel gioco viene uccisa, questi la trascina via con sé per riportarla a nuova vita; altrimenti il dio che cresce nel suo grembo non potrà vedere la luce. Tuttavia, a dispetto delle molte voci riguardanti l'identità e la connessione tra Pyramid Head e Valtiel, Masahiro Ito, il designer delle creature, ha voluto far luce su questa storia ed ha spiegato l'origine di questi due enigmatici personaggi:
Esistono altre due figure somiglianti a Pyramid Head:
- La prima è quella nota come The Butcher (Il Macellaio), che compare in Silent Hill: Origins. È fisicamente simile a Pyramid Head, ha il viso parzialmente ricoperto da delle placche metalliche, anch'egli distrugge qualsiasi cosa incontra ed è armato con una grande mannaia (Great Cleaver), ma è meno persecutivo e non è un punitore. In principio riveste unicamente il ruolo di figura adibita allo spaventare in alcune sequenze del gioco[8][9] ma in seguito diventa una minaccia reale per il protagonista Travis Grady, che, costretto ad affrontarlo, lo uccide con la sua stessa enorme mannaia.
- La seconda è quella di The Boogeyman (L'Uomo Nero), che compare in Silent Hill: Downpour. È enorme e massiccio, indossa una maschera antigas, un pesante impermeabile nero, degli stivali neri e dei guanti lunghi fino ai gomiti, che ricordano una divisa anti-radiazioni. È armato con un grande martello (denominato appunto Great Hammer) composto da un lungo tubo di metallo e da un blocco di cemento all'estremità. A differenza di The Butcher, egli non è adibito solo a spaventare i protagonisti ma anche a farli soffrire, torturando e massacrando davanti ai loro occhi gli altri esseri umani che incontra, e ad ucciderli (quest'ultima particolarità la condivide con Pyramid Head, anch'egli sadico e crudele). Ciò che contraddistingue Bogeyman da The Butcher e da Pyramid Head è il fatto che non rappresenta il desiderio del protagonista di essere punito per le proprie colpe, bensì di giudicare gli altri e di punirli per le loro. Inoltre, a differenza degli altri due mostri, Bogeyman non trascina la propria arma ma la tiene sempre sollevata.

## Aspetto fisico
Pyramid Head presenta un aspetto antropomorfo, pallido, muscoloso, possente e allo stesso tempo leggermente sovrappeso, come si evince dalla sua pancia sporgente. Porta sul capo una complessa struttura piramidale in ferro arrugginito e color rosso sangue; sul lato frontale della piramide vi è un piccolo buco dal quale Pyramid Head fa fuoriuscire la sua lingua tagliente. Questo gigantesco elmo sembra piuttosto doloroso e difficile da portare ed è inoltre appoggiato su di una massa di carne flaccida, che potrebbe essere la testa di Pyramid Head. Indossa un lungo camice da macellaio sporco di sangue dotato di una cerniera e di alcuni lacci di pelle presenti sul lato anteriore e posteriore, un paio di guanti anch'essi insanguinati e degli stivali neri.
Pyramid Head adopera un enorme coltello (detto Great Knife), anch'esso arrugginito e sporco di sangue, e un lungo palo da esecuzione (o lancia). Non parla mai e non sembra essere in grado di farlo, anche se talvolta grugnisce e geme dolorosamente. Inoltre, sebbene il suo elmo gli impedisca di vedere, riesce comunque ad individuare James o gli altri mostri; non si sa se utilizzi gli altri sensi o se possieda delle facoltà che gli permettano di avvertire in qualche modo la presenza di altri esseri.
Masahiro Ito, il designer dei mostri del secondo capitolo, lo creò con l'intenzione di dar vita ad un "mostro con la faccia nascosta", ma rimase deluso dai suoi disegni, che ricordavano degli umani con indosso delle maschere. Disegnò quindi un mostro con la testa a forma di piramide. Secondo Ito, il triangolo ha angoli retti ed acuti, e la loro forma suggerisce la possibilità del dolore, mentre la forma a triangolo aiuta a spiegare il ruolo del mostro nel gioco. Delle creature che appaiono in Silent Hill 2, Pyramid Head si caratterizza per un aspetto "eccessivamente mascolino".

## Armi
Pyramid Head utilizza principalmente il Grande Coltello per attaccare e, sebbene sia un'arma molto pesante e difficile da maneggiare, e anche se gli attacchi di cui dispone sono pochi, è in grado di uccidere James con un solo colpo di questa. Inoltre può utilizzare la mano sinistra per afferrare James e strozzarlo, o dargli dei pugni. Pyramid Head può inoltre utilizzare la sua lingua per trafiggere i nemici e James.
L'arma secondaria che adopera è la lancia, meno letale del coltello ma ben più leggera, e che comunque può causare ingenti danni. Impugnandola, egli diventa molto più veloce e pericoloso, poiché non detiene più il Grande Coltello, che era appunto il motivo della sua lentezza.

## Film

### Silent Hill: La trasformazione inRed Pyramid
Nella prima pellicola basata sulla serie di Silent Hill, Pyramid Head prende il nome di Red Pyramid ("Piramide Rossa"), come si evince dai titoli di coda. È interpretato dall'attore italiano Roberto Campanella, che tra l'altro impersona anche l'inserviente Colin, il quale abusa della piccola Alessa. L'aspetto che ha nel film è diverso da quello di Silent Hill 2: il suo elmo è nero ed esagonale, ha sei lati a differenza dei sette del gioco, presenta vari bulloni ed è molto più appuntito. Inoltre, ogni volta che compare, è sempre seguito da un enorme sciame di Creepers (mostri insettoidi presenti in vari capitoli della serie). Il regista Christophe Gans commentò così la sua decisione:
Sempre secondo il regista, il cambiamento è dovuto al fatto che era impossibile per l'attore indossare lo stesso elmo del gioco, inoltre i produttori volevano che il casco fosse doloroso da indossare. Nel film gli abiti del mostro non lo ricoprono per intero, ma solo dalla vita in giù e sembrano fatti di carne umana. La spada di Red Pyramid era stata costruita con un materiale leggero e poi dipinta per farla apparire pesante da portare, mentre l'elmo, che aveva subito lo stesso trattamento, era pesante circa 5 chili e costringeva l'attore a tenere la testa bassa (tra l'altro l'elmo non aveva nessuna fessura, perciò l'attore era costretto a guardare per terra per riuscire a vedere qualcosa).
Per interpretare il ruolo di Red Pyramid, Campanella ha dovuto indossare un make-up di cinque protesi: ci sono volute ben tre ore e mezza di trucco prima di entrare nel costume. I suoi stivali avevano incorporati 38 cm sopra le suole, facendolo apparire alto più di due metri. Altra differenza con il Pyramid Head originale sta nella corporatura: possente ma un po' grasso in Silent Hill 2, estremamente muscoloso e comunque snello nel film. Tatopulos, che ha lavorato sugli effetti speciali e suoi mostri, ha affermato che Red Pyramid è il simbolo dell'oscurità che si cela dentro la città e che lui stesso ne è portatore. Il regista Gans ha commentato riguardo ai mostri del film dicendo che "sono una presa in giro degli esseri umani", ed ha concluso con queste parole:

### Silent Hill: Revelation 3D
Nella seconda pellicola Pyramid Head (di nuovo chiamato Red Pyramid), che viene anche qui interpretato da Campanella, conserva praticamente le stesse caratteristiche fisiche del capitolo precedente, a parte il fatto che è molto più muscoloso e largo, mentre in Silent Hill era più snello. Anche il suo coltello è leggermente modificato, in quanto appare più affilato e appuntito rispetto a quello del primo film.
In questo film Pyramid Head ricopre un po' il ruolo di Valtiel in Silent Hill 3: egli segue la protagonista, Heather Mason (interpretata da Adelaide Clemens) e la protegge ogni volta che lei chiede aiuto o si trova in pericolo. Tuttavia la sua motivazione, a differenza del videogioco, non consiste nell'aiutarla a concepire il dio, ma esclusivamente a proteggerla. Ciò lo rende in questo film, a tutti gli effetti, un antieroe, in quanto, verso la fine del film, affronta la puritana Claudia Wolf (interpretata da Carrie-Anne Moss), trasformata nella Missionaria, in un combattimento dal quale uscirà vincitore.
Questo è dato dal fatto che, come la stessa Heather afferma leggendo il diario di suo padre Harry (interpretato da Sean Bean), Red Pyramid è il "custode e carnefice personale di Alessa".

## Altre manifestazioni

### Silent Hill: 0rigins
In questo prequel di Silent Hill, il ruolo di Pyramid Head viene rivestito da The Butcher ("Il Macellaio"). Questo mostro, molto simile a Pyramid Head per vari aspetti, si presenta come un uomo dalla pelle di colorito cadaverico, dal viso scarnificato, con una profonda scanalatura al posto dell'orecchio e in parte nascosto da delle enormi placche metalliche, vestito con un grembiule da macellaio ricoperto di sangue e con indosso degli stivali marroni. Massacra tutti i mostri che incontra e lascia varie tracce del suo passaggio lungo il cammino del protagonista, Travis Grady. Sfracella le sue vittime con una gigantesca mannaia (Great Cleaver) che trascina per terra. A differenza di Pyramid Head però non sembra essere soggetto a spasmi di sorta o impulsi sessuali,inoltre è in grado di emettere alcuni suoni.
Travis incontra The Butcher molte volte nel corso della storia, tutte le volte nel Fog World. Alla fine, costretto a difendersi, Travis colpisce quasi mortalmente il mostro e, dopo aver preso in mano la mannaia e aver riflettuto per qualche secondo, gli trafigge la schiena con questa come colpo di grazia.
Nonostante la sua voglia irrefrenabile di uccidere e di provocare la sofferenza altrui, mantiene sempre un comportamento calmo, freddo, privo di emozioni. Sebbene non sia un punitore come Pyramid Head, da comunque la caccia al protagonista e ne rappresenta la rabbia e il desiderio sessuale repressi (infatti The Butcher trafigge sempre gli organi riproduttivi delle sue vittime come metodo di esecuzione). Secondo alcuni The Butcher potrebbe essere l'alter ego malvagio di Travis e il riflesso di ciò che quest'ultimo potrebbe diventare se decidesse di essere cattivo.

### Silent Hill: Homecoming
Nel quinto capitolo della serie, il nome di Pyramid Head viene sostituito da quello di The Bogeyman ("L'Uomo Nero"), anche se si tratta sempre dello stesso personaggio. il suo elmo e il suo abito cerimoniale sono praticamente identici a quelli del film, mentre il suo corpo è quasi completamente ricoperto di sangue. Il Grande Coltello (qui chiamato Bogeyman Knife, "Coltello dell'Uomo Nero"), seghettato da un lato e più affilato dall'altro, presenta del sangue raggrumato su varie parti della lama e la punta è affusolata; ricorda molto i pugnali che vengono utilizzati dai militari (altro riferimento al protagonista Alex Shepherd, al suo passato e alla sua famiglia).
Tuttavia qui il ruolo e l'importanza di Pyramid Head cambiano radicalmente, facendolo ridimesionare ad un personaggio esclusivamente simbolico. Anche qui rappresenta il desiderio del protagonista, Alex Shepherd, di essere punito per il suo crimine, ma è adibito solo a spaventare in alcune sequenze del gioco e non è possibile combatterlo.
Fa la sua ultima apparizione nel finale Bogeyman, dove Alex si risveglia in una stanza buia e incatenato ad una sedia, quando due Pyramid Head sbucano fuori all'improvviso e ognuno porta rispettivamente una parte dell'elmo piramidale per inserirlo unificato sulla testa dell'uomo, che si trasforma in un Pyramid Head. Secondo alcuni questo finale aggiuntivo potrebbe essere una metafora per far capire che Alex, ricordatosi di ciò che ha fatto e pentitosene, ha abbracciato l'oscurità celata nel suo cuore ed è quindi diventato un mostro, il Bogeyman (cioè "l'Uomo Nero").

### Silent Hill: Downpour
Nel sesto capitolo, il ruolo di Pyramid Head viene rivestito da The Bogeyman ("L'Uomo Nero", in origine chiamato Hammer Man, "Uomo-martello", e The Judge, "Il Giudice"), una creatura che, sebbene condivida lo stesso nome del mostro di Homecoming, in realtà è completamente diversa. Il suo arrivo viene preceduto da un terremoto e da un forte ruggito che può essere udito anche da molto lontano (sebbene non sembri essere in grado di parlare), oppure dalla comparsa improvvisa di acqua. L'aspetto fisico di questo mostro è completamente occultato dalle sue vesti: interamente vestito di nero, indossa un lungo e pesante impermeabile con cappuccio, stivali, guanti e una maschera antigas. Poco più alto di due metri, impugna un enorme e lungo martello (Great Hammer) con il quale può fare a pezzi Murphy Pendleton, sia tramite scontro ravvicinato che in lontananza (può sbattere il martello per terra e provocare onde d'urto che raggiungono rapidamente il protagonista). Tuttavia, come Pyramid Head e The Butcher, necessita di tempo prima di poter attaccare di nuovo. Molto diverso dagli altri due esecutori: è più veloce e potente, anche se lo si può battere facilmente e i suoi attacchi non sono letali; non presenta sintomi quali la frustrazione sessuale e la rabbia repressa (sebbene rappresenti quest'ultima). È estremamente sadico e crudele, anche se in certi momenti sembra provare un certo senso di misericordia nei confronti di Murphy (infatti, come si evince anche dai filmati, non cerca mai di ucciderlo, ma piuttosto di spaventarlo, provocarlo o ferirlo).
Lo si incontra varie volte e in una di queste mostra tutta la sua spietatezza: Murphy, che era andato in cerca di una filastrocca per il piccolo Charlie, intitolata The Bogeyman Rhyme, torna indietro per recitarla al bambino quando improvvisamente Bogeyman appare, rompe il collo a Charlie e, poco prima che Murphy possa pronunciare gli ultimi versi, il Bogeyman gli fa segno di stare in silenzio. In un altro incontro Murphy, attirato dalla voce di un bambino, si ritrova a dover combattere con il Bogeyman e, dopo averlo finito con il martello dello stesso, scopre il suo volto, o meglio due volti di due uomini diversi, Patrick Napier (l'assassino del figlio di Murphy) e Murphy stesso, che cambiano alternatamente. Dopo questa curiosa scoperta, Murphy chiede alla carcassa del Bogeyman di perdonarlo, dopodiché questa sparisce nel nulla. Ricomparirà un'ultima volta da vivo nella battaglia finale.
Anche Bogeyman è la personificazione della psiche e delle voglie nascoste del protagonista ma, a differenza delle altre due figure, solo all'inizio cerca di farla pagare al proprio "creatore" e di farlo soffrire, poiché in seguito si farà da "giudice" e punitore dei nemici di quest'ultimo, in quanto ne rappresenta il desiderio di vendetta; anche la sua arma, il Grande Martello, rappresenta l'oppressione e il desiderio di vendicarsi (che appunto ti martella). Egli simboleggia anche l'errore fondamentale di attribuzione, poiché, dopo aver sconfitto il Bogeyman e averne scoperto il volto, agli occhi di Murphy il Bogeyman è Patrick Napier, ma a volte la faccia di Bogeyman diventa quella di Murphy. Questo lo si può constatare anche poco prima della battaglia finale, dove Anne Cunningham spiega a Murphy di vederlo come un mostro (poiché quest'ultima crede che sia stato lui ad uccidere suo padre) e quindi ai suoi occhi presenta l'aspetto del Bogeyman.

### Dead By Daylight "Silent Hill"
Pyramid Head appare in tema come personaggio giocabile sotto forma di DLC nella sezione "Killers". Il suo nome è stato tradotto come "Il Boia" (in inglese "The Executioner").

## Analisi

### Origine della Piramide
Nella saga di Silent Hill è frequentissimo l'uso del simbolismo e di vari aspetti psicologici. La città si forma sulla psiche dei suoi stessi visitatori, creando così una mostruosa dimensione alternativa (l'Otherworld) che varia da persona a persona. Questo lo si può notare soprattutto nel secondo capitolo, dove la versione della città che James Sunderland esplora viene fortemente influenzata dal suo subconscio. Molti dei mostri che vagano per la città scaturiscono dalle sue colpe, dal suo desiderio di essere punito, e dalla repressione sessuale costante durante i tre anni di malattia della moglie Mary, e che cessa di esistere quando James comprende di averla uccisa, in parte per cessare il suo dolore, e in parte per la frustrazione ed il risentimento. Egli sapeva della sua malattia terminale, che era stata diagnosticata essere un cancro; egli inoltre leggeva spesso dei libri di medicina, sperando di trovare qualcosa che potesse aiutarla a guarire. Durante i suoi ultimi giorni di vita, Mary era diventata fisicamente repulsiva come conseguenza della malattia e trattava James bruscamente, ordinandogli di lasciarla e pregandolo di confortarla l'attimo successivo. La conoscenza della sua malattia terminale l'ha costretta a diventare sempre più rabbiosa e a soffrire per i suoi cari, in particolare per James, e a quest'ultimo addolorava farle visita in ospedale.
Pyramid Head serve come un boia di Maria, un'illusione di James che assomiglia fortemente a Mary. Attraverso le ripetute morti di Maria, Pyramid Head ricorda a James della morte di Mary e lo induce a sentirsi in colpa e a dover patire la sofferenza. La sua apparizione come un boia nasce da una foto che James ha visto durante la visita alla città che aveva fatto tre anni prima insieme a Mary.

### Obiettivo
I vari aspetti psicologici riguardanti il passato di James e le sue emozioni, quindi la sua rabbia repressa e la sua astinenza sessuale, potrebbero aver fortemente influenzato la figura di Pyramid Head, il quale appare come un personaggio estremamente violento, che presenta delle incontrollabili pulsioni sessuali (spesso lo si vede violentare vari mostri nel corso del gioco) e che sembra essere soggetto a vari spasmi e scatti convulsi, che rendono i suoi movimenti goffi.
In sostanza, Pyramid Head è un doppelgänger fortemente erotizzato e violento di James che, sebbene lo tormenti e tenti di ucciderlo, in realtà lo aiuta ad accettare ciò che ha fatto e a pentirsi. Pyramid Head rappresenta quindi l'ira, il rimorso, il pentimento e la punizione che scaturiscono dall'inconscio del protagonista e il bisogno di rimediare, o quantomeno di essere perdonato per i propri peccati, in modo tale da poter tornare ad essere sereno e in pace con sé stesso per riprendere una vita normale.
Masahiro Ito ha fornito ulteriori spiegazioni sull'identità di Pyramid Head e sul legame che il mostro ha con James:

### Apparizione
Nella storia di Silent Hill e dell'Ordine, vi erano presenti anche i boia e alcuni sacerdoti della setta che vestivano dei cappucci (quello di Jimmy Stone era appuntito e di colore rosso, simile all'elmo di Pyramid Head) ed è quindi probabile che l'aspetto di Pyramid Head sia stato basato anche su di loro, non solo su Valtiel. Nel Book of Lost Memories della Konami viene spiegato che l'aspetto di Pyramid Head era una variazione degli abiti usati dai boia presenti nella storia della città di Silent Hill; indossavano cappucci rossi e vesti cerimoniali per sembrare simili a Valtiel. Takayoshi Sato ha commentato così:
Al di là del lato estetico, Pyramid Head svolge il ruolo di esecutore, ma non cerca di uccidere James, altrimenti sarebbe un boss come tanti altri presenti nel gioco. Come tutte le creature, anche Pyramid Head è basato sulla psiche del protagonista, ma lui è l'unico che cerca di aiutarlo: per questo uccide varie volte Maria, cioè la personificazione della colpevolezza e del rimpianto di James, cosicché James possa capire e accettare il fatto di aver ucciso la propria moglie, Mary.

### Coltello e lancia
Anche le armi adottate da Pyramid Head possono essere viste come delle metafore. Il Grande Coltello (che James può anche ottenere e utilizzare) potrebbe essere interpretato come il fardello che James deve portare per essersi preoccupato di sua moglie, o di averla uccisa. La lancia (che invece non è ottenibile) potrebbe rappresentare il fatto che, siccome James assiste varie volte alla morte di Maria (e quindi anche di sua moglie Mary), egli non deve più preoccuparsi di badare ad una moglie malata e quindi si sente sollevato da questo "peso". Potrebbe quindi essere questo il motivo per il quale Pyramid Head abbandona il Grande Coltello per passare alla lancia, molto più leggera e facile da maneggiare.
Può anche darsi che l'uso della lancia derivi da quello fatto dai boia che abitavano nella città e che punivano i criminali. Ciò potrebbe essere confermato da vari indizi: nel dipinto Death By Skewering ("Morte per infilzamento") ci sono dei Lying Figures che vengono trafitti dai rami di tre alberi (il che potrebbe anche riferirsi ai prigionieri che venivano uccisi con le lance) e un'immagine che raffigura due Pyramid Head con impugno delle lance, situata nella Prigione Toluca, il che può suggerire che "scegliere di morire era l'ultimo assaggio di libertà dei prigionieri". Sul monumento di pietra a Martin St. vi è scritta questa frase: "...i boia versavano l'acqua usata per lavare gli strumenti da esecuzione qui". Sebbene rimanga ignara l'origine del Grande Coltello, quest'ultima frase presente sul monumento potrebbe voler implicitamente dire che i boia non si limitavano ad usare il cappio per uccidere i condannati ma anche altre armi o oggetti. L'idea del Grande Coltello potrebbe essere stata ispirata da un'arma che, nella realtà, veniva utilizzata dai boia per la pena capitale, cioè la spada da esecuzione, anche detta "spada della giustizia".
Siccome James è un peccatore/criminale che ha ucciso la propria moglie, Pyramid Head, che è il suo castigatore, deve perseguire il suo compito e punirlo.

### Critica
I recensionisti hanno suggerito diverse interpretazioni. Gamespot ha paragonato Pyramid Head a Leatherface, il protagonista di Non aprite quella porta, e lo ha identificato come il mostro più spaventoso di Silent Hill 2. Secondo Christina González di The Escapist, Pyramid Head agisce come "un giudizio personificato, un macellaio sessualmente oscuro" e "l'illusione masochista di James", che lo punisce per la morte di Mary. Ken Gagne, di Computerworld, ha suggerito che il mostro "rappresenta la rabbia di James ed il suo senso di colpa". Un critico di IGN, Jesse Schedeen, ha considerato il ruolo di Pyramid Head riguardo a tutta la serie di Silent Hill essere "una manifestazione della colpevolezza di una persona", commentando così: "Pyramid Head è lì per aiutare a servire la propria penitenza nel modo più doloroso e grottesco possibile".

## Curiosità
- Masahiro Ito, il disegnatore dei mostri della serie, quando studiava alla Tama Art University nel 1995, disegnò una creatura meccanica con una forma geometrica-piramidale, che in seguito l'avrebbe ispirato per disegnare Pyramid Head[32].
- Gli sviluppatori hanno detto che le piramidi e i triangoli che formano il casco di Pyramid Head rappresentano il dolore e la sofferenza, i quali sono simboli della città stessa e dei demoni interni del protagonista.
- In Silent Hill 2, è possibile ammirare un quadro che lo ritrae nella sede della Silent Hill Historical Society.
Il dipinto è intitolato Misty Day: Remains of The Judgement (tradotto in italiano: "Giorno di nebbia: Resti del Giudizio") e vi sono raffigurate anche le sue armi e varie carcasse di esseri umani racchiuse in gabbie e appese al soffitto (non si sa cosa rappresentino queste figure: potrebbero essere degli altri Pyramid Head o precedenti visitatori della città che non hanno accettato le loro colpe o che sono stati uccisi da Pyramid Head nel tentativo di accettarle; potrebbero anche rappresentare i prigionieri uccisi dai vecchi boia di Silent Hill o i boia stessi). Nel labirinto, sotto la prigione, vi è la stanza di Pyramid Head, dove si possono trovare il Grande Coltello e figure simili a questi cadaveri[33].
- In Silent Hill 2, si assiste a vari atti sessuali fra Pyramid Head e alcuni mostri, più che altro degli stupri perpetrati dallo stesso.
- In Silent Hill 2, se nel primo incontro con Pyramid Head (quello negli appartamenti Wood Side) il giocatore spegnerà la torcia, noterà che Pyramid Head brilla di luce propria ed emette un bagliore scarlatto.
- In Silent Hill 2, quando Pyramid Head fa delle stoccate con la lancia emette lo stesso grugnito che emette James quando viene colpito.
- In Silent Hill 2, si può ottenere l'arma principale di Pyramid Head, il Grande Coltello, mentre James va a soccorrere Maria nel labirinto, e si trova nella stanza di Pyramid Head, dopo l'ultimo corridoio. All'interno della stanza si possono notare tre gabbie appese al soffitto di cui una è vuota, mentre le altre due sono riempite con un cadavere ciascuna. La cosa interessante è che questi due corpi sono incredibilmente somiglianti a Valtiel (ciò potrebbe essere interpretato come un omaggio a lui oppure al fatto che queste figure potrebbero essere degli altri Pyramid Head a cui non è ancora stato messo l'elmo a piramide; se quest'ultima teoria fosse vera, significerebbe che ci sono più Pyramid Head che agiscono nella città). Subito dopo aver preso l'arma, Pyramid Head inseguirà James ma impugnerà il palo da esecuzione[33][34]. Se James impugna il Grande Coltello in aree buie, come appunto il labirinto, e spegne la torcia, farà scappare i mostri. Tuttavia, nonostante sia un'arma molto potente, è difficile da maneggiare a causa della sua mole e non consente a James di correre.
- In Silent Hill 3, si può ammirare un quadro in cui i servi del Dio lo aiutano a scendere sulla terra. Tra questi c'è anche Pyramid Head.
- Pyramid Head compare anche nel film Fukuro, in cui lo si vede violentare e trascinare via corpi di vari mostri. In questo film è presente anche l'enigmatica figura della Fukuro Lady. Entrambi qui rappresentano la frustrazione sessuale.
- Tra le varie accomunanze di Valtiel e Pyramid Head si possono identificare il fatto che entrambi seguono il rispettivo protagonista dovunque vada e che, oltre ad avere dei guanti molto simili ed il viso coperto da un qualche oggetto, entrambi hanno sulla parte posteriore dei loro abiti qualcosa che li tengono cuciti assieme. Inoltre, seguendo la spiegazione di Masahiro Ito, se l'elmo di Pyramid Head venisse rimosso, quest'ultimo diventerebbe incredibilmente somigliante all'angelo Valtiel, su cui è stato basato il suo aspetto fisico[7].
- Nel primo film, Pyramid Head è alto più di due metri, mentre in Silent Hill 2 è poco più alto rispetto a James.
- Roberto Campanella, l'attore che interpretava Pyramid Head nel primo film, oltre ad interpretare anche il ruolo dell'inserviente Colin, coreografava i movimenti dei vari mostri[14][15][35].
- In The Silent Hill Experience, le protagoniste femminili hanno fatto degli apprezzamenti riguardo al fatto che l'abito che ricopriva le gambe dell'attore lasciava scoperto il didietro e quindi rendeva visibili i glutei.
- In Silent Hill: Origins, a Casa Gillespie si può ammirare un dipinto raffigurante Pyramid Head che imbraccia due lance; egli è in primo piano rispetto ad uno sfondo grigio, che dà la sensazione di come se stesse piovendo[36].
- Pyramid Head appare anche sulla copertina della colonna sonora di Silent Hill: Origins[37].
- In Silent Hill: Origins, è possibile sbloccare l'arma di The Butcher, la Grande Mannaia, completando il gioco con il finale cattivo. A differenza di James con il Grande Coltello in Silent Hill 2, Travis Grady solleva e adopera la gigantesca arma senza alcuno sforzo.
- Masahiro Ito disegnò il mostro a cui avrebbe dato una testa a forma di piramide. Per Silent Hill: Homecoming venne deciso che uno dei potenziali finali utilizzati in seguito sarebbe potuto essere quello nel quale la testa di Bogeyman (Pyramid Head), diventata un elmo foderato di spuntoni al suo interno, viene posta sul protagonista Alex Shepherd per trasformarlo in un Pyramid Head (o Bogeyman, o comunque il mostro al quale è riferito in Homecoming)[38]; questo finale infatti è stato incluso nel gioco, dove due Pyramid Head eseguono l'operazione e trasformano Alex in uno di loro. Per sbloccare questo finale, denominato appunto Bogeyman, il giocatore dovrà commettere delle azioni cattive. Con questo finale viene inoltre sbloccato il costume "Bogeyman".
- In Silent Hill: Homecoming, Pyramid Head viene raffigurato dal fratello di Alex Shepherd, Joshua, in alcuni dei suoi disegni.
- In Silent Hill: Downpour, il giocatore prende possesso del Bogeyman per affrontare la battaglia finale. È il primo mostro giocabile nella serie di Silent Hill.
- Pyramid Head appare anche in Silent Hill: Revelation 3D, il sequel del primo film. Anche qui viene interpretato da Roberto Campanella e svolge una funzione molto diversa da quella del capitolo precedente: invece di inseguire i protagonisti e massacrarli come faceva prima, in quanto anche lui era portatore della sofferenza e dell'oscurità che risiedono a Silent Hill, in Revelation fa le veci di guardiano e carnefice personale di Alessa Gillespie, quindi anche di Heather Mason, che è la reincarnazione del lato buono di quest'ultima[39].
- L'X-Play di G4 TV ha nominato Pyramid Head il mostro più terrificante dei videogiochi[40].
- Pyramid head compare come killer nel videogioco Dead by Daylight assieme a Cheryl Mason, che assume il ruolo di sopravvissuta.